# Macrobiotus barabanovi
Macrobiotus barabanovi är en djurart som tillhör fylumet trögkrypare, och som beskrevs av Denis Tumanov 2005. Macrobiotus barabanovi ingår i släktet Macrobiotus och familjen Macrobiotidae. Inga underarter finns listade i Catalogue of Life.